# Leo Rwabwogo
Leo Rwabwogo (* 3. Juni 1949 in Tororo; † 14. Januar 2009 in Rugongo, Distrikt Kabarole) war ein ugandischer Boxer und Olympiamedaillengewinner.
Bei den Afrikameisterschaften 1968 gewann Rwabwogo die Goldmedaille im Fliegengewicht (-51 kg). Im selben Jahr errang er bei den Olympischen Sommerspielen 1968 in Mexiko-Stadt nach Siegen über Sang-Byung Seo, Südkorea (5:0), David Vasquez, USA (3:2), und Tibor Badari, Ungarn (3:2), und einer Halbfinalniederlage gegen Artur Olech, Polen (3:2), die Bronzemedaille. 
1970 erkämpfte sich Rwabwogo die Silbermedaille der Commonwealth Games in Edinburgh. Bei den Olympischen Sommerspielen 1972 in München erreichte Rwabwogo nach Siegen über Jorge Acuña, Uruguay (5:0), Maurice O’Sullivan, Vereinigtes Königreich (TKO 1.), Orn-Chim Chawalit, Thailand (4:1), Neil McLaughlin, Irland (TKO 3.), und Douglas Rodríguez, Kuba (3:2), das Finale. In diesem stand ihm der Bulgare Georgi Kostadinow gegenüber, dem er mit 5:0 Kampfrichterstimmen unterlag. Rwadwogo ist somit der einzige Ugander, der mehr als eine Olympiamedaille erringen konnte.